# Koordynatoryzm
Koordynatoryzm – system ekonomiczny, w którym kontroli nie sprawują ani posiadacze kapitału, ani zwykli pracownicy. Jest ona w rękach klasy koordynatorów, czyli menadżerów, administratorów, inżynierów, intelektualistów uniwersyteckich, doktorów, prawników. Koordynatorzy wykonują zadania koncepcyjne, administracyjne i twórcze, podczas gdy zwykli pracownicy wykonują zadania nietwórcze i nie biorą udziału w decydowaniu o tym, jakie zadania powinni wykonywać.
Chociaż koordynatoryzm zazwyczaj wiąże się z socjalizmem, takim jak w państwach komunistycznych Europy Wschodniej w drugiej połowie XX wieku, w których alokacja produkcji i konsumpcji była bardzo scentralizowana, to mógł też zaistnieć tam, gdzie alokacja nastąpiła wewnątrz rynku. W przypadku kilku państw Europy Zachodniej można uznać, że zmierzają one w kierunku ekonomii koordynatoryzmu – z rynkami – zamiast prawdziwej ekonomii kapitalistycznej, ponieważ posiadacze kapitału zależą tam od potężnych sieci koordynatorów.
Użycie terminu koordynatoryzm pomaga zrozumieć przykład socjalizmu, który zakładał oddanie władzy „masom”, jednak w rezultacie władza trafiała w ręce tych nielicznych, którzy stawali się koordynatorami i otrzymywali przywilej podejmowania decyzji. To pozwala na oddzielenie pojęcia prawdziwej kontroli od kontroli teoretycznej.
Niektórzy uważają, że przykładem ekonomicznej wizji, która zakłada prawdziwe oddanie władzy „robotnikom” pełnego uczestnictwa w projektowaniu, administracji i wykonywaniu zadań, w odróżnieniu od kapitalizmu i koordynatoryzmu, jest to model ekonomii uczestniczącej.

## Krytyka koordynatoryzmu
Z perspektywy kapitalizmu, koordynatoryzm łamie prawo własności prywatnej, tzn. prawa tych, którzy posiadają środki kapitałowe i dzięki nim kontrolują produkcję, konsumpcję i alokację dóbr, usług i ról.
Co więcej, ekonomiści ze szkoły austriackiej twierdzą, że z powodu braku rynkowych mechanizmów cenowych, które miałyby przełożenie na podejmowane decyzje, koordynatoryzm uniemożliwia skuteczną dystrybucję zasobów. Wniosek ten jest podstawą austriackiego (lub neoklasycznego) punktu widzenia w debacie nad kalkulacjami ekonomicznymi.
Z punktu widzenia praw człowieka, koordynatoryzm może być rozumiany jako łamiący Artykuł 21.1 Powszechnej Deklaracji Praw Człowieka uchwalonej przez ONZ w 1948 r. Rząd koordynatorystyczny łamie prawa zwykłych pracowników odnośnie do uczestnictwa w rządzie. Dotyczy to również Artykułu 23.1 tej samej deklaracji, odnoszącego się do wolnego wyboru zatrudnienia. Wolny wybór zatrudnienia w rzeczywistości nie funkcjonuje, gdyż pracownicy nie mogą uczestniczyć w decyzjach związanych z wykonywaną przez nich pracą, sposobem wykonywania, jak i jej koordynacji.

## Grupy w opozycji do koordynatoryzmu (i kapitalizmu)
Grupy społecznej sprawiedliwości, praw środowiskowych i ruch pokoju, w większości składają się z wolontariuszy. Chociaż wiele z tych grup częściowo, albo całkowicie odrzuca kapitalizm to jednak postawa tych grup względem koordynatoryzmu jest niejasna. Wiele organizacji pozarządowych akceptuje koordynatoryzm, tzn. opłacanych koordynatorów pracujących dla innych, zamiast optować za oddaniem władzy innym, aby mogli decydować o sobie. Grupy bardziej radykalne, takie jak anarchiści, odrzucają wszystkie formy koordynatoryzmu co najmniej retorycznie. Większość pozostałych grup można zaliczyć do znajdujących się pomiędzy powyższymi stanowiskami.
Praktyczne metody zmniejszenia obszaru koordynatoryzmu zakładają możliwość podejmowania decyzji przez konsens, radykalną przezroczystość, rotację ról moderatorów i rotację funkcji pomiędzy jednostkami. Należy umożliwić jednostkom o najniższych umiejętnościach koordynacji nabycie tych umiejętności.